# Il segreto del lago
Il segreto del lago (The Secret of Convict Lake) è un film del 1951 diretto da Michael Gordon. Si tratta di una fiction che prende spunto da un drammatico episodio che ebbe luogo nel 1871 nei pressi del lago Convict, nella catena montuosa della Sierra Nevada, in California.

## Trama
Nel 1870, alcuni evasi, capeggiati dal temibile Johnny Greer, riescono a sfuggire agli inseguitori a causa di una tormenta di neve e si rifugiano in un villaggio montano, nel quale trovano soltanto donne. I loro mariti, infatti, sono andati a cercare l'oro e hanno affidato il villaggio alla guida dell'anziana ma carismatica Granny.
Le tensioni tra i personaggi esplodono, anche a causa del fatto che tra gli evasi vi è Jim Canfield, un uomo apparentemente tranquillo ma che Greer e i suoi sono convinti abbia nascosto un ingente bottino. Canfield, inoltre, è stranamente interessato a una donna del villaggio, Marcia Stoddard, e attende con impazienza il ritorno del marito di lei. A complicare le cose, inoltre, è la presenza all'interno del gruppo degli evasi di un serial killer.